# 音楽選好の心理学
音楽選好の心理学（おんがくせんこうのしんりがく、英：Psychology_of_music_preference）は、人それぞれの音楽選好の背後にある心理的要因を扱う心理学。

## 概要
世界中で日々聴かれている音楽は自己表現の方法であると同時に、感情調節や認知発達といった様々な面で人々に影響を与えており、音楽の訓練が知能の発達を促進することが示されているが、感情調節にどのように影響するかなどの関係は分かっていない。個人の性格が音楽選好に影響を与え得ることを示す多くの研究が行われ、そのほとんどにはビッグファイブが用いられていた。これらの研究は西側諸国やアメリカの文化に限らず、日本、ドイツ、スペインを含む世界中の国々に重大な結果をもたらした。

## 性格と音楽選好

### パーソナリティ
音楽の好みと性格の関係は、研究者たちにとって長年にわたって議論の的となってきたテーマである。その理由は、研究結果のばらつきや、性格が音楽の好みに歴史的に示してきた予測力の低さにある。シェーファーとメーホルン（2017）が行ったメタ分析では、過去の研究をもとに、経験探求性やビッグファイブと呼ばれる5つの性格特性が音楽の好みを予測できるかどうかを検討した。その結果、彼らがレビューした30件の研究のうち、音楽ジャンルと性格特性の相関係数が0.1を超えるものは6件しかなかった。開放性が3つの音楽スタイルに対する好みと最も強い相関を持っていたが、この相関も比較的小さかった。相関係数の大半はほぼゼロに近かった。
最近の研究では、自己申告データではなく、音楽ストリーミングサイトのデータを用いて、音楽ジャンルやユーザーの聴取習慣がビッグファイブと呼ばれる5つの性格特性を予測できることを示している。2020年に行われた一つの研究では、Spotifyのユーザーのデータを分析し、ビッグファイブと呼ばれる5つの性格特性を異なるジャンルやムード、プレイリスト数や曲選択の多様性、聴取習慣の反復度などの派生指標にマッピングした。その結果、相関が高まったことが示された。開放性は環境音楽、レゲエ、フォークミュージックというジャンルと正の相関を持ち、誠実性はロックやファレル・ウィリアムスのハッピーなどの「精力的」な曲と負の相関を持っていた。派生指標に関しては、情動安定性はリスナーのスキップ率と負の相関を持ち、開放性は曲発見率と正の相関を持っていた。
音楽と性格の間に予測的な関係を確立しようとする際の一つの欠点は、研究者たちが過度に均質化された音楽ジャンルを利用する傾向にあることであり、音楽ジャンル内の多様性を考慮に入れていないことである可能性が高い。ブリッソンとビアンキ（2021）が行った研究では、参加者に音楽嗜好目録を提供し、音楽ジャンルとサブジャンルの好みを評価してもらった。例えば、電子音楽はジャンルと見なされ、ハウス (音楽)は電子音楽のサブジャンルである。結果は、参加者のジャンルとサブジャンルの好みには高い程度のばらつきがあることを示した。より広いジャンルカテゴリー内の一つのジャンルやサブジャンルを好むことが、他の関連するジャンルやサブジャンルに対する評価を一貫して予測することに失敗することがよくあった。最終的に、ジャンルとサブジャンルの間には2つの一貫した関連性しか見つからず、研究における音楽ジャンルの信頼性に疑問を投げかけた。しかし、性格が音楽嗜好に及ぼす影響に関するこの関係の調査は、これらのジャンルベースの方法論上の限界や過去の研究結果の不一致にもかかわらず、依然として進行中である。
ビッグファイブと呼ばれる性格特性と音楽の好みを測定するためのさまざまな質問紙が作成されている。性格と音楽の好みの相関関係を見つけようとする研究の大半は、両方の特性を測定するために質問紙を用いている。他の研究では、質問紙を用いて性格特性を測定し、その後、参加者に好き嫌い、知覚される複雑さ、感じた感情などの尺度で音楽の抜粋を評価してもらった。
一般的に、可塑性特性（開放性と外向性）は安定性特性（協調性、神経症傾向、誠実性）よりも音楽嗜好に影響を与えるが、それぞれの特性は議論する価値がある。性格特性は、音楽が人々に与える感情的な効果とも有意に相関していることが示されている。個人差は、音楽から引き出される感情的な強度や価値観を予測するのに役立つ。

### ビッグファイブ
心理学者の間では一般に、病的でない個人の差は5つの異なる次元で要約されるという考えが受け入れられている。多くの研究では性格測定のためビッグファイブ（性格を、経験への開放性、協調性、外向性、神経症傾向、誠実性に5分類する）が用いられている。
ビッグファイブと音楽選好を測定するための様々な質問紙が作成されてきたが、性格と音楽選好の相関を見つけるための研究の大半で用いられた質問紙は、性格と音楽選好の両方を測定するようなものだった。他には、被験者に性格特性を測定する質問紙に回答させてから、楽曲の抜粋に対して好み、知覚される複雑性、感情等を評価させるものもあった。
一般に、可塑的な特性（経験への開放性と外向性）の方が、安定した特性（協調性、神経症傾向、誠実性）よりも音楽選好に影響しやすいが、どちらの特性も検討されるべきである。性格特性は、音楽の感情への影響にも重大な相関がある。性格の個人差は、音楽が引き起こす感情の強度と誘発性の予測に役立つ。

#### 経験への開放性
全特性の中で、経験への開放性はジャンル選好に最も強い影響が見られる。一般に、経験への開放性が高い人は、クラシックやジャズやエクレクティックといった複雑で奇抜な音楽や、激しく反抗的な音楽を好む。思索的で複雑なジャンルとはクラシック、ブルース、ジャズ、フォークといった音楽で、激しく反抗的な音楽とはロック、オルタナティヴ、ヘヴィメタルといった音楽である。経験への開放性の一側面として審美眼があるため、開放性と複雑な音楽の選好に強い正の相関を認める研究者は多い。経験への開放性が高い人は知性の自己評価も高い、すなわち経験への開放性の高さが知性の自覚の強さにつながり、このことも複雑な音楽、クラシックやジャズを好む傾向を説明できる。
音楽が引き起こす感情に性格特性がどう影響するかというある研究によると、経験への開放性は、悲しげでゆったりした音楽に感情的に強く反応することを最も良く予測した。悲しげな音楽が表現する最も一般的な印象は、ノスタルジア、安らぎ、不思議であり、経験への開放性はこれら全てと正の相関があった。悲しげな音楽からは美しい経験が得られると考えられている 。また、開放的な人は多様なスタイルの音楽を好んだが、現代の人気なスタイルは好まず、開放性にも限界があることが示された。しかし、以上のように言えるのもある程度までであり、別の研究では音楽を聴いて鳥肌が立つことについて調査されている。この研究によると経験への開放性がジャンル選好を最も良く予測する一方、経験への開放性では音楽による鳥肌の予測はできない。唯一鳥肌が立つのを予測できるのは、音楽を聴く頻度と、生活の中で音楽をどれだけ重要と捉えているかである。
別の研究では、経験への開放性と音楽を聴く頻度の関連と、それが音楽選好にどう影響するかが調査された。クラシック音楽の抜粋を聴かせると、開放性が高い人は繰り返し聴くことですぐ好きでなくなる傾向があり、逆に開放性が低い人は繰り返し聴くことでより好きになる傾向があった。このことから、経験への開放性が高い人にとって音楽の目新しさが重要だということが分かる。
性格検査の前と後にクラシック音楽を聴く実験で、歌詞を見る条件と見ない条件に分けられた。結果、歌詞の有無によらずいくつかの性格特性に変化があり、最も顕著に上昇したのは経験への開放性だった。性格が音楽選好に影響するのではなく、クラシック音楽が性格の自己評価を変化させ、自身をより開放的と評価するようになった。
経験への開放性は音楽の知的、認知的利用とも正の相関があり、これは開放的な人が楽曲の複雑な構成を分析しようとすることを意味する。さらに、開放性が高いほど美しい主題の多い作品を好む。

#### 外向性
外向性もジャンル選好と音楽利用を予測しやすい。活発な外向性は、ハッピーでアップビートな伝統的音楽や、ラップ、ヒップホップ、ソウル、エレクトロニカ、ダンスといったエネルギッシュでリズミカルな音楽を好むことに繋がる。さらに、外向的な人は沢山の音楽を聴き、生活にBGMを多く取り入れる傾向がある。BGMの歌詞の有無によって、内向的な人と外向的な人のどちらがより気が散りやすいかという研究では、外向的な人の方がBGMを多く聴く分それを無視することに長けていると想定されていたが、結果はそうならなかった。音楽を聴いている量によらず、歌詞のある楽曲の影響を受け、気が散った。外向的な人はテンポの速い元気な音楽、美しい主題の多さ、ボーカルも好んだ。また、ランニング中、友人と過ごす時、勉強中といった、別の活動をしながらBGMを聴くことをより好んだ。外向的な人はアイロンがけのような日常の退屈に対抗するために音楽を用いる傾向がある。トルコにおける研究によると、外向的な人はダンスや動作を促進するジャンルであるロック、ポップ、ラップを好む。
他にも、音楽教師や音楽療法士は音楽を好み勉強しているのだからより外向的ではないかとする研究が行われた。その結果、音楽教師はそうでない人より明らかに外向的であった。音楽療法士も、教師よりは低得点であったもののやはり外向的であった。この差の原因は、教えることを仕事にできるかはより外向性に依存するからだと考えられる。

#### 協調性
協調性のある人は、アップビートな伝統的音楽を好む。また、聴いたことがない楽曲に対し強い情動反応を示す。協調性は、あらゆる種類の音楽により経験される感情の強度を、肯定的感情であっても否定的感情であっても、上手く予測する。協調性で高得点の人は、あらゆる種類の音楽に対してより強い情動反応を示す傾向がある。

#### 神経症傾向
神経症傾向が強いほど、ロックやヘヴィメタルといった激しく反抗的な音楽を好みにくく、逆にカントリー、サウンドトラック、ポップといったアップビートな伝統的音楽を好む。また、神経症傾向は音楽の感情的な利用と正の相関がある。神経症傾向で高得点の人は、感情調節のための音楽利用を報告しやすく、特に否定的感情について強い情動反応を経験しやすかった。

#### 誠実性
誠実性は、ロックやヘヴィメタルといった激しく反抗的な音楽と負の相関がある。過去の研究から誠実性と感情調節に関係があることが分かっているが、その関係はマレーシアでは見られず、多文化に適用できるものではない。

## 音楽選好に対する個人や状況の影響
状況も、個人のある種の音楽選好に影響する。1996年に行われた研究では、人が特定の状況でどのような音楽を聴こうとするかについて、状況が音楽選好に大きく影響することが示された。例えば、憂鬱な状況では悲しくムーディな音楽が、興奮した状況では大音量で力強いリズムの元気な音楽が求められた。

### 性別
女性は男性よりも音楽に感情的な反応をしやすい。また、女性の方がポピュラー音楽を好む。低音を強調した音楽の好みに関する性格と性別の研究では、男性の方がベース・ミュージックを好んだ。ベース・ミュージックを好むことは、反社会性やボーダーラインとの相関も見られた 。

### 文化
研究によると、文化は音楽の好みに影響を与えることが分かっている。人間は、文化的に類似した音楽を文化的に異なる音楽よりも好む傾向がある。マクダーモットとシュルツ（2016）は、ボリビアの3つの地域（ラパス、サンボルハ、サンタマリア）とアメリカ合衆国の参加者に対して、音楽の好みの違いを評価する研究を行った。アメリカ合衆国の参加者は、楽器演奏の経験が2年以上あるグループと1年以下しかないグループの2つに分けられた。ボリビアの参加者は、地域ごとにグループ分けされたが、各地域は西洋文化への暴露度が異なっていた。サンタマリアの参加者であるツィマネ族は、彼らの音楽と西洋音楽との間に大きな違いがあり、さらに西洋文化から相対的に隔絶されていたことから、特に興味深い対象であった。参加者は、西洋音楽から伝統的な協和音と不協和音の音を聞かされ、その音がどれだけ心地よいかを評価してもらった。結果として、特に訓練された音楽家であるアメリカ人は、自分たちの音楽における協和音への好みが最も強いことが示された。ラパスとサンボルハのグループも協和音へのある程度の好みを示した。しかし、ツィマネ族は協和音と不協和音の両方を同じように好んだことから、音楽における協和音への好みは文化的な暴露によって発達し、人間には特定の調和やコードへの先天的な好みはないことが示唆された。
文化は個人が音楽をどのように捉えるかに影響を与え、特に社会的な文脈で音楽に対する情動的な反応を変える。人々は文化的に典型的な音楽を聴くときには、文化的に異なる音楽を聴くときよりも互いにつながりを感じる。以前の研究では、馴染みのある音楽を聴くことが、より重要な動きの予測性を確立するのにも役立つ可能性があることが示唆されている。これは、個人間の動きの同期性を高め、グループとのつながりや音楽の楽しさをさらに増幅することが可能になる。文化はまた、音楽を記憶する能力にも影響する。デモレストとモリソン（2016）は、異文化間の音楽記憶に関する研究を行った。この研究では、西洋人の参加者に6つの音楽抜粋が流された。抜粋の3つはトルコのクラシック音楽で、残りの3つは西洋のクラシック音楽であった。音楽は3つの異なる音楽的文脈（オリジナル、単旋律、等時性）で提示され、すべての抜粋が流れた後、参加者は記憶テストを受けた。記憶テストの結果は、参加者の記憶力は文化内の音楽を思い出す方が未知の音楽よりも一貫して良かったことを示している。

### 年齢
年齢は音楽選好を決定づける強力な要因である。ノスタルジアは音楽選好に影響する最も重要な印象である。ノスタルジアを生み出す音楽はどの年齢の人にも大きな影響を持っていた。イングランドにおける思春期の音楽選好の研究では、女の子の方が音楽を価値ある活動とみなす一方、音楽を学校で教えられる必要はないという意見には男女ともに賛成した。このことは、音楽に対する好みや考えは年齢とともに変化し得ることの根拠となる。カナダにおける思春期の音楽選好と性格の関連の研究では、重い楽曲を好む人は自尊感情が低く、家族内での不安が強く、他者から拒絶されていると感じる傾向があり、軽い楽曲を好む人は相応しい行動を取ることに囚われ、自立と依存のバランスを取ることに困難を感じていた。エクレクティックを好む人の方が思春期を上手に乗り越えることができ、気分やその時の必要に応じて柔軟に音楽を利用していた。

### 自己観
音楽の好みは、個人がどのように見られたいかということにも影響されることがある。特に男性ではそうである。音楽の好みは、自己主張のために使われる可能性がある。個人は、自分の自己観を強化する音楽のスタイルを選ぶかもしれない。例えば、保守的な自己観を持つ個人は、従来的な音楽のスタイルを好む傾向があるが、運動的な自己観を持つ個人は、活発な音楽を好む傾向がみられる。個人は無意識的に自分の環境に対する知覚を押し付けるが、音楽はこれを明らかにする。1953年の研究では、カッテルとアンダーソンは無意識的な特性を通して音楽の好みを決定するプロセスを始めた。彼らの発見は決定的ではなかったが、後のケースのための研究基盤を作った。音楽は食事や体型と同様に、内面的な特徴を外面的に表現する方法である。レントフローとゴスリングは、7つの領域の研究を通して、多くの場合、音楽はランキングでかなり高い位置に置かれていることを見出した。

### 気分
積極的な気分も音楽選好に影響する要因である。一般に、音楽を聴くときの良い気分も悪い気分も、その音楽への感じ方や情動反応に影響する。この考え方に従えば、攻撃性が高ければ、音楽によって引き起こされる創造力や感情の強度も促進される。攻撃性の強い人にとって、音楽は強力な感情のはけ口である。うつ病は、音楽から生じる知覚や感情的反応にも影響を与える。うつ病の人は、音楽に関連したエピソード記憶を非うつ病の人よりも低く評価する。さらに、個人にとっての音楽の価値と聴く頻度は、音楽への反応に影響する。特定の種類の楽曲やそのジャンル全般に感情経験を付与するような聴き方をする人は、音楽を楽しんだり感情的な影響を受けたりしやすい。このことは、子供時代に親がよく聴いていた音楽に強い反応をする人が多いことの説明にも役立つ。

### 動き
音楽の好みを決める要因として、身体の動きが関係している可能性があるという研究がある。身体の動きは、動きがポジティブな感情状態と関連しているかネガティブな感情状態と関連しているかによって、音楽に対するポジティブな感情やネガティブな感情を生み出すことができる。ヴァイゲルトとワルサー（2011）が行った研究では、曲を聴きながらポジティブな身体的動作を行うと、ネガティブな身体的動作と比べてその曲に対する好みの評価が高くなることが示された。笑顔の筋肉に関連する動き（ポジティブでもネガティブでも）は、音楽の好みに最も大きな影響を与えることがわかった。

### 生産性
作業用BGMとして音楽を聴いている場合、その人の音楽の好みは大きく高まる。音楽のジャンルが生産性を高めるほど、その人は作業を終わらせるためにそのジャンルに惹かれるようになる。
音楽は、一部の人において集中力を高めることができる。音楽はあなたの脳に情報を解釈させ、新しいことをより容易に理解するのに役立つことができる。音楽は、注意力を高めたり、集中力を高めたり、開放性を高めたりするなど、多様な方法で脳を活性化させることができる。
2017年の研究によると、柔らかくて速い音楽は生産性にポジティブな効果をもたらすと結論づけられた。歌詞のある曲は歌の入らないメロディーよりも気が散りやすく、他のモードやテンポの音楽は学習に邪魔になる感情を引き起こす可能性がある。音楽は気分を良くしたり、ポジティブなマインドセットを作ったり、ストレスを減らしたりすることができるが、これは直接的に学習力の向上に関係している。

### 季節
季節も音楽選好に影響する。秋や冬には思索的で複雑な音楽が、夏や春にはエネルギッシュでリズミカルな音楽が好まれる。だが、ポピュラー音楽は季節を問わず常に好まれる。

### 既知感
既知感と複雑性は音楽選好に面白い影響を及ぼす。他種の芸術でも見られるように、楽曲の抜粋が主観的に複雑であることとそれを好むことには逆U字の関連が現れる。人はある程度までの複雑性であれば好むが、楽曲が複雑すぎると好まなくなる。さらに、既知感と選好にははっきりと単調な正の相関があった。